# Bistum Boulogne

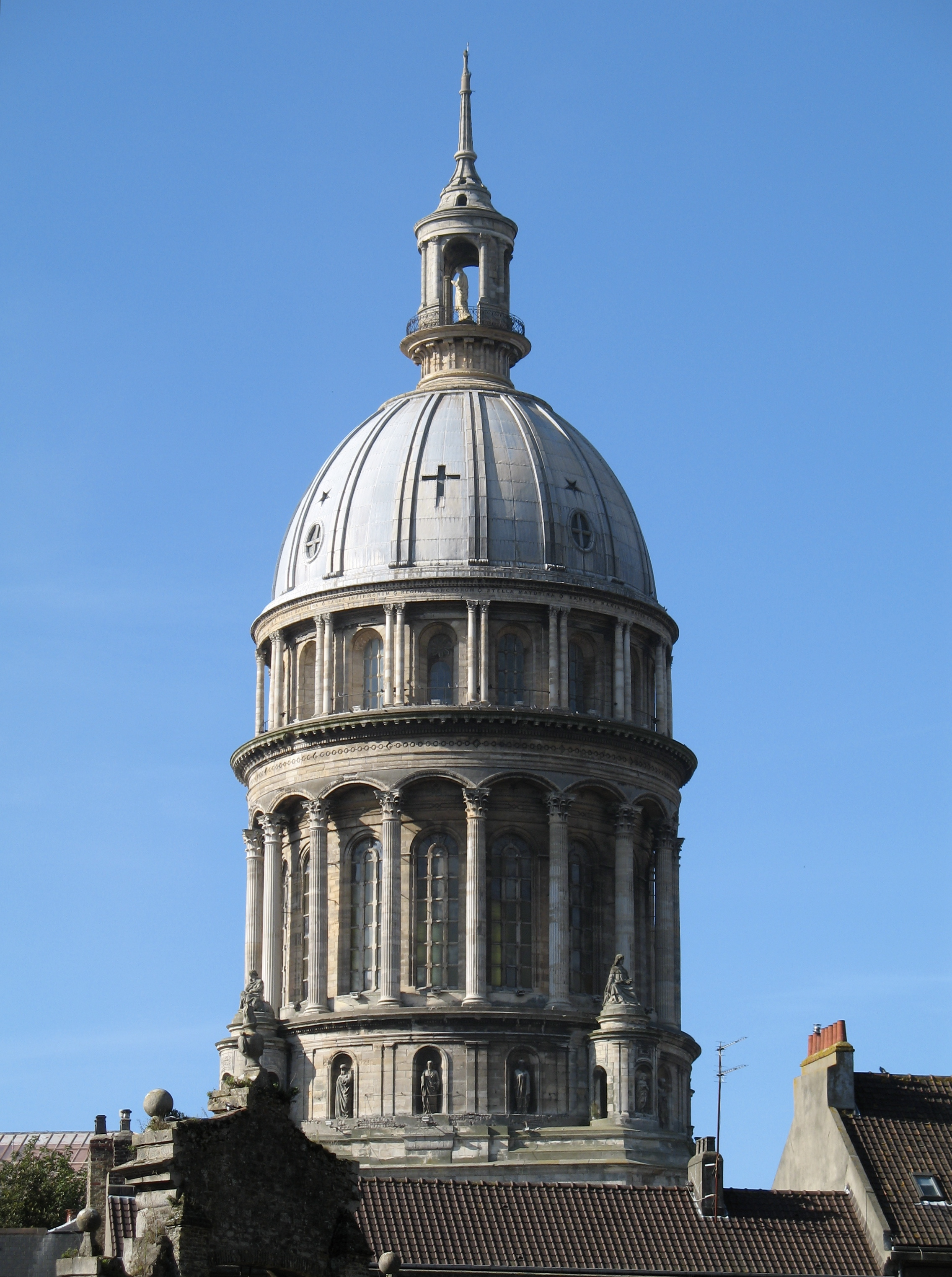
Notre-Dame zu Boulogne

Das Bistum Boulogne ist ein ehemaliges Bistum in Frankreich.
Es geht zurück auf den seit dem 6. Jahrhundert bestehenden Bischofssitz in Thérouanne. Dieser wurde 1537 aufgehoben, nachdem Karl V. Thérouanne verwüstet und unbewohnbar gemacht hatte. 1567 kam es zur Dreiteilung des ursprünglichen Bistumsgebiets. Die Diözese Boulogne mit Sitz in Boulogne-sur-Mer, das wie Thérouanne auf der französischen Seite der Reichsgrenze lag, führte die Liste der Bischöfe von Thérouanne weiter. Für die französischsprachigen Bewohner der Grafschaft Flandern in den Spanischen Niederlanden wurde das Bistum Saint-Omer errichtet, für die niederländischsprachigen das Bistum Ypern.
Mit dem Konkordat von 1801 wurde das Bistum Boulogne aufgelöst; die Diözese ging im Bistum Arras auf. Die Kathedrale wurde abgerissen und im 19. Jahrhundert als Notre-Dame de l’Immaculée Conception neu errichtet.
Das Bistum gehörte zur Kirchenprovinz Reims.
Das ursprüngliche Bistum Thérouanne wurde 2009 als Titularbistum Thérouanne wiedererrichtet und 2019 erstmals an einen Titularbischof vergeben.

## Belege
1. ↑  Herder-Verlag, ISBN 3-451-28407-3, Atlas zur Kirchengeschichte, Die kirchliche Neugliederung der Niederlande, S. 80
2. ↑  Herder-Verlag, ISBN 3-451-28407-3, Atlas zur Kirchengeschichte, Die Umorganisation der katholische Kirche in Frankreich, S. 97